# Le donne (Antonello Venditti)
Le donne è la nona raccolta discografica di Antonello Venditti, pubblicata il 13 febbraio 2009.

## Descrizione
Doppio CD in cui sono raccolte le più famose canzoni che Antonello Venditti nella sua carriera artistica ha dedicato alle donne.
È possibile ritrovare e riscoprire tutta la magia, la tenerezza, la malinconia, la rabbia, la curiosità e l'inquietudine che Antonello Venditti dedica da sempre alle donne omaggiandole nei titoli delle canzoni (Giulia, Sara, Lilly, Lula) o nei testi (Claudia, Marina, Rosa).
La raccolta è arricchita da alcuni brani che, pur facendo parte del suo repertorio, non sono stati quasi mai utilizzati nei concerti o in altre raccolte. Tra questi: Sora Rosa (la sua prima canzone), Donna in bottiglia (brano tratto dall'album Buona domenica), Una stupida e lurida storia d'amore (da Ullàlla), Lilly (dall'omonimo album), Piero e Cinzia (brano dedicato ad un vero incontro che Antonello ebbe con due ragazzi di ritorno dal famoso concerto di Bob Marley a San Siro il 27 giugno 1980). I brani Settembre e Le cose della vita arrangiati e diretti da Renato Serio, sono stati eseguiti dalla Bulgarian Symphony Orchestra.

## Tracce
CD1
1. Dalla pelle al cuore
2. Alta marea
3. Ci vorrebbe un amico
4. Amici mai
5. 21 modi per dirti ti amo
6. Piero e Cinzia
7. Settembre
8. Le tue mani su di me
9. Mitico amore
10. Ricordati di me
11. Con che cuore
12. Giulia
13. Dimmelo tu cos'è
14. Una stupida e lurida storia d'amore
15. Regali di natale
16. Buona domenica

CD2
1. Notte prima degli esami
2. Indimenticabile!
3. Sotto il segno dei pesci
4. Il compleanno di Cristina
5. Sara
6. Ogni volta
7. Miraggi
8. Lula
9. Che tesoro che sei
10. Scatole vuote
11. Donna in bottiglia
12. Sora Rosa
13. Le ragazze di Monaco
14. Lilly
15. Piove su Roma
16. Le cose della vita

## Classifiche

### Classifiche settimanali
| Classifica (2009) | Posizione massima |
| ----------------- | ----------------- |
| Italia            | 1                 |
| Svizzera          | 62                |

### Classifiche di fine anno
| Classifica (2009) | Posizione |
| ----------------- | --------- |
| Italia            | 30        |